# Potter-Halbinsel
Die Potter-Halbinsel (spanisch Península Potter) ist eine niedrige und unvereiste Halbinsel im Südwesten von King George Island im Archipel der Südlichen Shetlandinselnt. Sie erstreckt sich vom Mirounga Point an der Potter Cove bis zum Stranger Point an der Bransfieldstraße.
Chilenische Geologen benannten sie 1966 in Anlehnung an die Benennung der benachbarten Potter Cove, deren Namensgeber unklar ist. Die Potter-Halbinsel ist ein besonders geschützten Gebiet der Antarktis (Antarctic Specially Protected Area No. 132).